# Eremospatha quinquecostulata
Eremospatha quinquecostulata är en enhjärtbladig växtart som beskrevs av Odoardo Beccari. Eremospatha quinquecostulata ingår i släktet Eremospatha och familjen Arecaceae. Inga underarter finns listade i Catalogue of Life.